# 219a Brigada Mixta (Exèrcit Popular de la República)
La 219a Brigada Mixta va ser una de les Brigades Mixtes creades pel Exèrcit Popular Regular durant la Guerra Civil Espanyola per a la defensa de la II República Espanyola. Va estar present en les Batalles de Terol, Llevant i Peñarroya, si bé la seva actuació més destacada va ser en la capital terolenca.

## Historial

### Orígens
La 219a Brigada Mixta es va formar el 24 d'agost de 1937 a Daimiel, amb mossos dels reemplaçaments de 1930, 1937 i 1938, encara que la seva organització no va poder completar-se fins entrat el mes de novembre. El primer cap de la unitat va ser el Comandant d'Infanteria Manuel Pérez Garrido que, en començar la guerra, residia en Badajoz com a capità retirat; Pérez Garrido va ser un dels defensors de Badajoz que van aconseguir fugir a Portugal i reintegrar-se a l'Espanya republicana. La Brigada es va integrar en la 67a Divisió per a passar posteriorment a la 68a Divisió del XX Cos d'Exèrcit a Ciudad Real. Estava composta pels batallons 873è, 874è, 875è i 876è.

### Batalla de Terol
La Brigada no va rebre el seu baptisme de foc fins al començament de la batalla de Terol, en la qual tenia encomanada la missió de trencar el front pel sector de Villastar, partint de Manzanera. El 15 de desembre es va iniciar l'ofensiva però la Brigada només va aconseguir una feble penetració per Villaespesa que, dies més tard, quedaria voltada i en poder de les tropes governamentals. En l'assalt final a Terol, la unitat va actuar en un segon graó en el flanc esquerre, assaltant la plaça el dia 22 de desembre. La seva actuació va ser molt brillant, impedint que les tropes franquistes aixequessin el cèrcol a les posicions en les quals encara resistien les forces del coronel Rey d'Harcourt, l'1 de gener de 1938. Molt infringida per la lluita a la ciutat i pel cru hivern, va haver de ser retirada per a la seva reorganització a Extremadura, encara que tornaria a reintegrar-se al front terolenc a principis de febrer. Una vegada arribada a la zona, no es va veure implicada en la batalla de l'Alfambra, perquè les seves posicions en el sector de Valdecebros es trobaven allunyades de l'acció principal. Acabada la batalla de Terol i dissolta la 68a Divisió, la brigada es va reorganitzar totalment, assumint el seu comandament el comandant Manuel Molino Vázquez.

### La Lluita en el Front de Llevant
La unitat va quedar incorporada a la 66a Divisió del XIX Cos d'Exèrcit. En arribar els franquistes al mar, la brigada va assumir la labor de contenció de l'avenç sobre València en l'extrem esquerre de les línies defensives republicanes, és a dir, en el sector més pròxim a Terol; Aquest sector va quedar al principi fora de l'àmbit de l'ofensiva franquista. Després de la caiguda de Castelló de la Plana al juny de 1938, la Brigada es va acollir a la línia XYZ a la vall del Guadalaviar, on va resistir les envestides franquistes fins que la batalla de l'Ebre va paralitzar les operacions.

### Batalla de Peñarroya
En els últims mesos de la guerra, el comandament de la brigada va passar a les mans del Major de milícies Jacinto Vallejo Hinojosa mentre que la unitat va passar a quedar integrada en la 73a Divisió del XVII Cos d'Exèrcit, amb la qual es va dirigir al front d'Extremadura. El 7 de gener de 1939 es va incorporar des de terres de Jaén en la batalla de Peñarroya i, el dia 13, va atacar infructuosament per l'àrea de Moritos-Mataborracha. Els combats van durar fins al dia 22, sense aconseguir doblegar la resistència franquista en la zona. La veritat, és que aquesta seria l'última acció bèl·lica de la unitat, perquè va continuar destacada en aquest front sense participar en altres accions bèl·liques fins al final de la guerra.

## Comandaments
Comandants
- Comandant d'infanteria Manuel Pérez Garrido
- Comandant d'infanteria Joaquín Ravenet Ferrándiz;[1]
- Comandant d'infanteria Manuel Molino Velázquez;
- Major de milícies Jacinto Vallejo Hinojosa;

Comissaris
- Domingo Bachera Penalva, del PSOE.[1]

Caps d'Estat Major
- Capità de milícies Hernán Barros Blanqui (fins a juliol de 1938);[1]
- Capità de milícies David García Sánchez (fins a novembre de 1938);
- Capità de milícies Saúl Rodríguez Gil (fins al final de la guerra);